# János Farkas
János Farkas (Budapest, 27 marzo 1942 – Budapest, 29 settembre 1989) è stato un calciatore ungherese, di ruolo attaccante.

## Carriera

### Club
Ha giocato tutta la sua carriera nel Vasas, dal 1959 al 1972, segnando 169 goal in 290 partite.

### Nazionale
Con la Nazionale ungherese ha segnato 19 reti in 33 partite.

## Palmarès

### Club
- Campionato ungherese: 4

Vasas: 1960-1961, 1961-1962, 1965, 1966
- Coppa Mitropa: 4

Vasas: 1960, 1962, 1965, 1969-1970

### Nazionale
- Oro olimpico: 1

Tokyo 1964

### Individuale
- Capocannoniere del campionato ungherese: 1

1966 (25 gol)
- Capocannoniere della Coppa Mitropa: 1

1969-1970 (6 gol)